# Silberspitzenhai
Der Silberspitzenhai (Carcharhinus albimarginatus, englisch Silvertip Shark), gehört zu den Requiemhaien (Carcharhinidae).
Er wird auch als Küsten-Weißspitzenhai und Riff-Weißspitzenhai bezeichnet und ist dann nicht mit dem Weißspitzen-Riffhai zu verwechseln.

## Körperbau
Er ist ein schlanker, zwei bis drei Meter langer Hai mit langer, gerundeter Schnauze und einem Gewicht von bis zu 160 kg. Die Haut ist dunkelgrau oder graubraun gefärbt, der Bauch ist weiß, alle Flossen haben weiße Ränder und Spitzen.

## Vorkommen

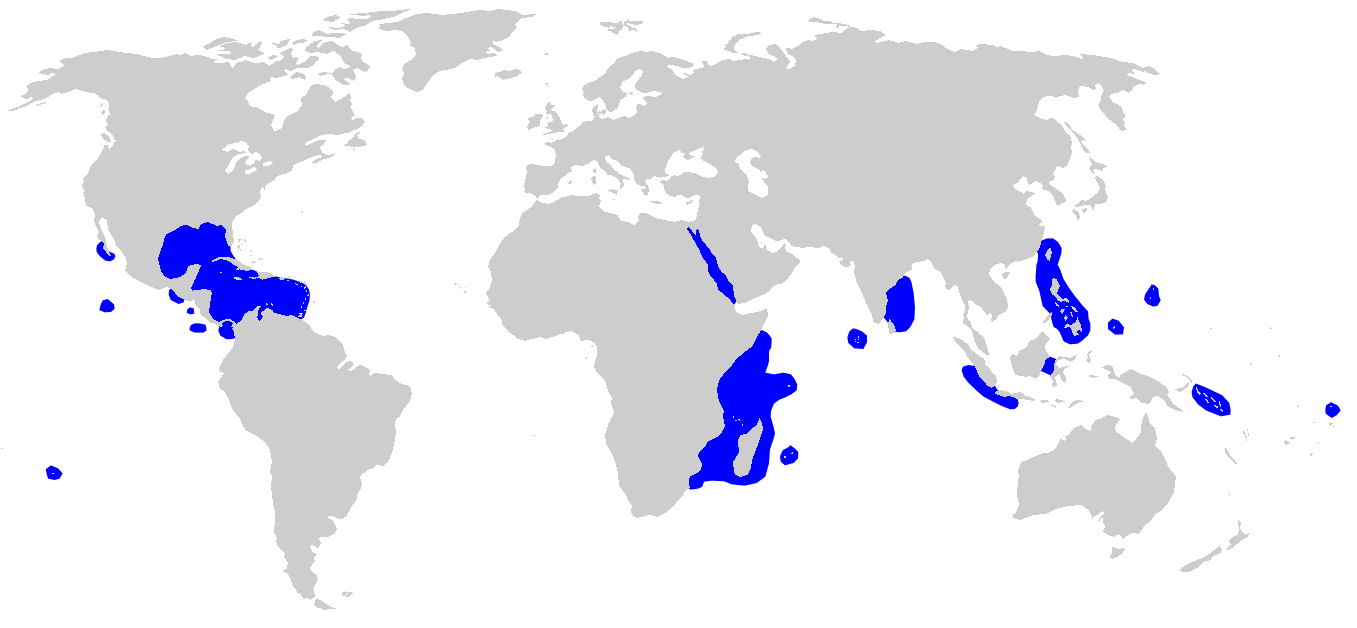
Verbreitungsgebiete des Silberspitzenhais

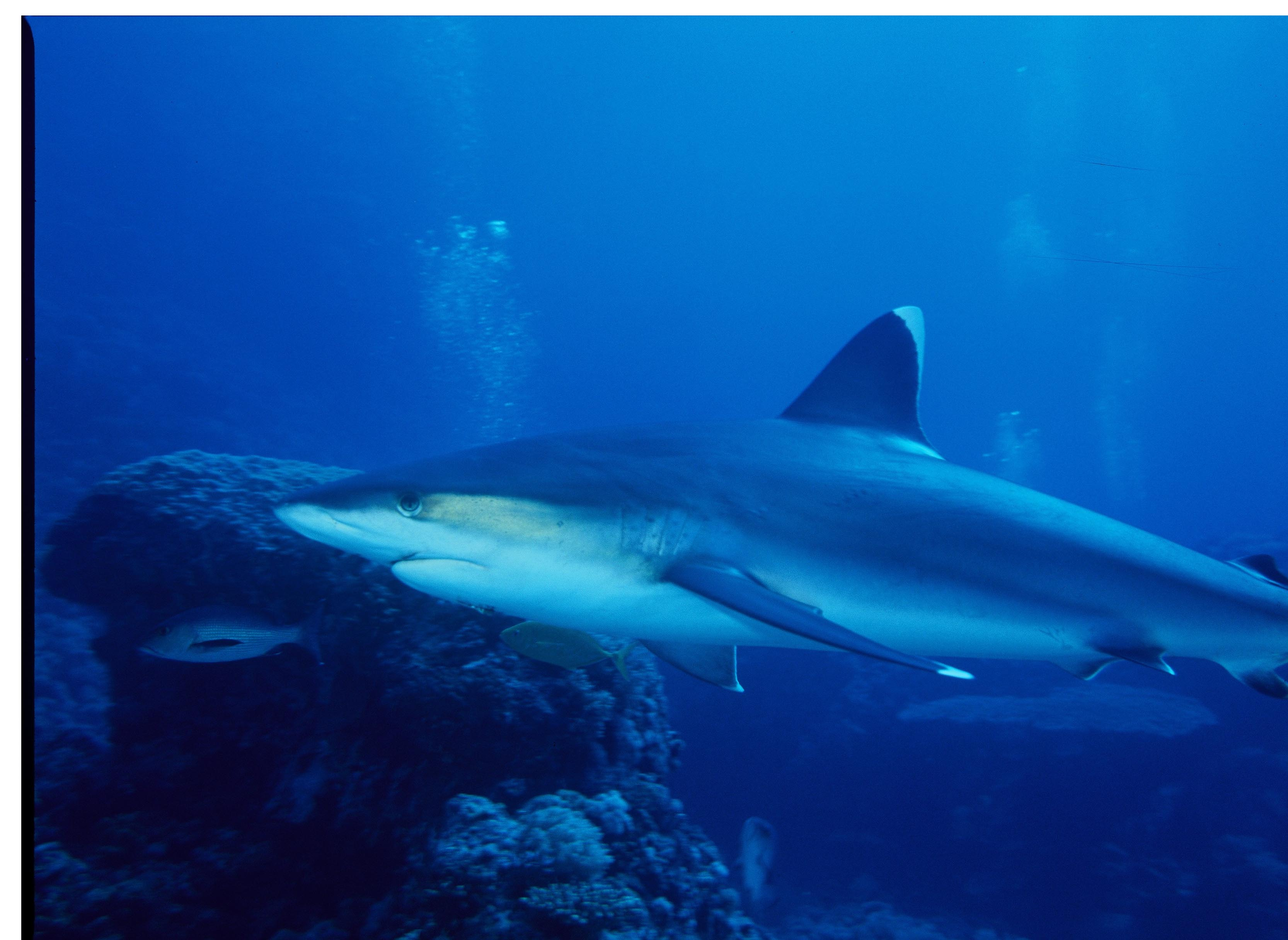
Silberspitzenhai im Roten Meer (Sudan)

Der Silberspitzenhai kommt im Roten Meer und dem westlichen Indischen Ozean (Südafrika bis Kenia, Mauritius, Seychellen und Malediven) und dem westlichen Pazifik (Indonesien, Philippinen, Tahiti) und dem östlichen Pazifik (Kalifornien bis Galapagos) vor.
Die Tiere leben zwischen der Meeresoberfläche und Wassertiefen bis zu 800 Metern. Silberspitzenhaie halten sich gewöhnlich auf offener See auf. Am Korallenriff trifft man sie am äußeren Riffabhang und am inneren Riffabhang über dem Sandplateau an.

## Fortpflanzung
Diese Art ist lebendgebärend mit 1 bis 11 Nachkommen pro Wurf, wobei die Tiere mit etwa 160 Zentimetern geschlechtsreif werden.

## Nahrung
Zu seiner Nahrung gehören ein großes Spektrum verschiedener Fischarten, aber auch Rochen und Tintenfische.

## Verhalten gegenüber Tauchern
Der Silberspitzenhai verhält sich Tauchern gegenüber in der Regel zurückhaltend. Jedoch reagiert er auf Eindringlinge in sein Revier auch mit Drohgebärden (dem sogenannten „Buckeln“). Der Hai wird zwar in der Literatur als potentiell gefährlich eingestuft, jedoch sind keine Unfälle durch diese Art verbürgt. Dennoch sollten laut Literatur Taucher den Tieren mit Vorsicht und Respekt begegnen und im Falle von Drohgebärden den Rückzug antreten.